# Archidoris montereyensis
Archidoris montereyensis är en snäckart som först beskrevs av James Graham Cooper 1863.  Archidoris montereyensis ingår i släktet Archidoris och familjen Archidorididae. Inga underarter finns listade i Catalogue of Life.

## Bildgalleri

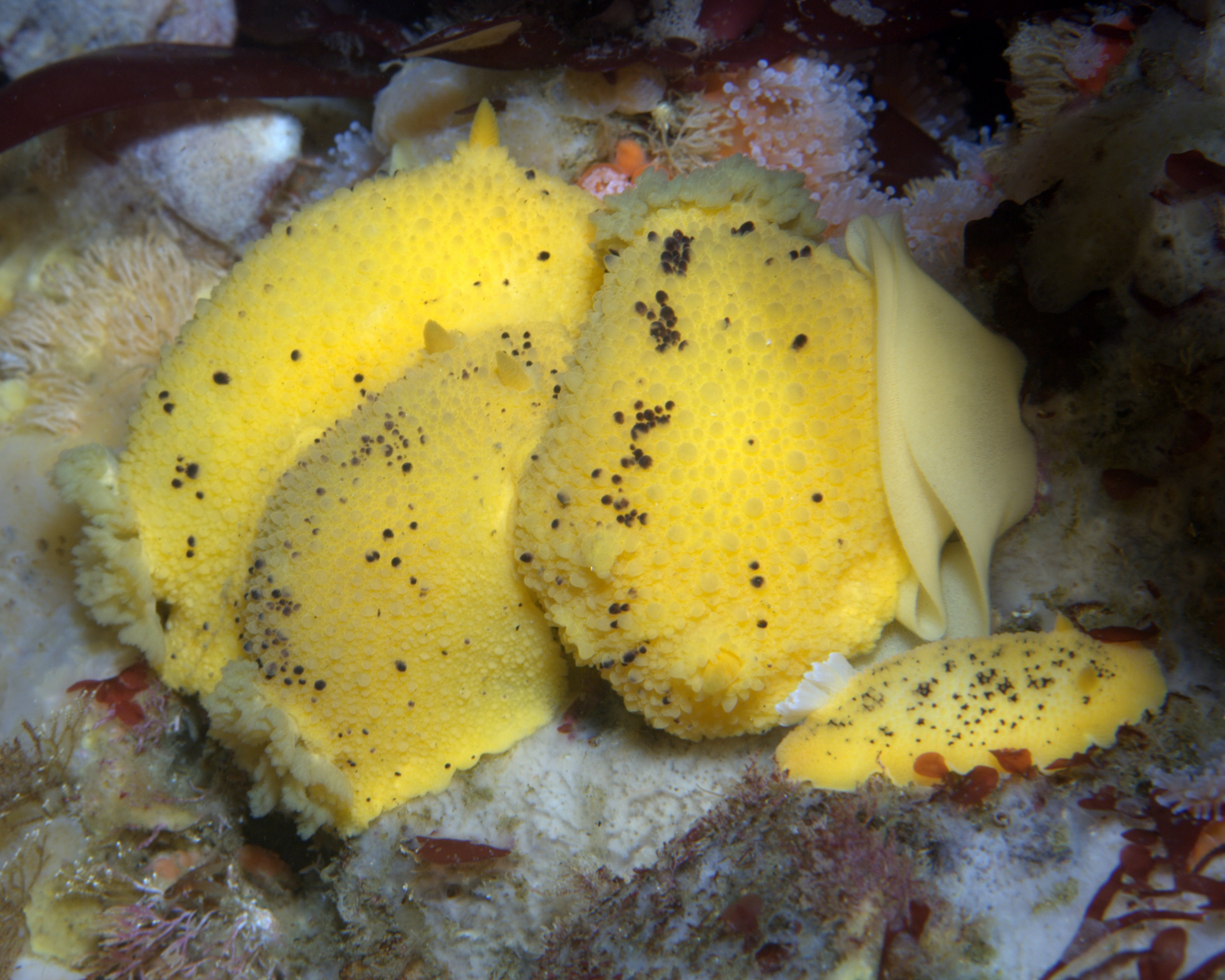